# Mirko Šubic
Mirko Šubic, slovenski slikar, restavrator in profesor, * 8. junij 1900, Ljubljana, † 14. oktober 1976, Ljubljana.

## Življenje in delo
Oče mu je bil Ivan Šubic, mati mu je bila Hedvika (rojena Fabiani). Mirko Šubic, nedvomno najzaslužnejši za razvoj sodobnega restavratorstva na Slovenskem, se je rodil 8. junija 1900 v Ljubljani, kot najmlajši izmed sedmih otrok. Izhaja iz znane rodbine podobarjev in slikarjev Šubicev iz Poljanske doline. Mednje sodi tudi Mirkov brat Vladimir, arhitekt, ustvarjalec ljubljanskega Nebotičnika. 
Šolanje Mirka Šubica se je začelo v Ljubljani, kjer je 1918. leta maturiral. Slikarstvo je začel študirati na münchenski akademiji, kjer sta ga poučevala Franz von Stuck in Karl J. Becker – Gundhal. Po sili razmer v Nemčiji, je moral študij nadaljevati v Pragi. Njegovi profesorji so bili Vlaho Bukovac, Jakub Obrovský in Vojtech Hynais. Študij slikarstva je sklenil v Dresdnu. Učila sta ga Ferdinand Dorsch in Max Feldbauer. Slednji pa je zaslužen, da se je Mirko Šubic lotil temeljitega študija slikarske tehnologije in restavratorstva.    
Med svojim dolgoletnim pedagoškim delom (1923–1976) je poučeval figuralno in dekorativno risanje, plastično anatomijo in oblikoslovje na zasebni umetniški šoli Probuda. Najprej kot suplent nato kot profesor, je poučeval risanje in opisno geometrijo na Tehnični srednji šoli v Ljubljani. Delo je nadaljeval kot ravnatelj in profesor plastične anatomije in nauka o barvah na novoustanovljeni Šoli za umetno obrt, današnji Srednji šoli za oblikovanje in fotografijo. 
Leta 1950 je bil imenovan za vodjo novoustanovljenega Restavratorskega oddelka pri Zavodu za spomeniško varstvo LRS. Naslednje leto je bil izvoljen za izrednega profesorja na Akademiji upodabljajočih umetnosti, kjer je poučeval anatomijo, opisno geometrijo in perspektivo. Zaradi pomanjkanja profesorjev je predaval še metodiko likovnega pouka in pedagogiko. Nekaj let je honorarno vodil restavratorsko delavnico pri novoustanovljenem Zavodu za spomeniško varstvo v Mariboru. 
Od ustanovitve Specialke za konserviranje in restavriranje likovnih umetnin na ljubljanski Akademiji za upodabljajoče umetnosti leta 1954 pa je vodil in poučeval študij restavratorstva vse do 30. septembra 1973, ko se je upokojil. Od leta 1960 pa do 1976 je poučeval še predmet restavratorstvo in preparatorstvo na Oddelku za umetnostno zgodovino Filozofske fakultete Univerze v Ljubljani. Ukvarjal se je predvsem z restavriranjem slikarskega patrimonija, a je skrbel tudi za izobraževanje restavratorjev kiparjev. Dve mandatni obdobji (1963–1967) je bil rektor Akademije za likovno umetnost in njen prorektor (1967–1969). 
Da bi sledil razvoju restavratorstva, je obiskoval centre po Evropi: Dunaj, Bruselj, Amsterdam, Rim, Neapelj, Krakov, Torunj, Varšava, Dresden. Sodeloval je tudi pri znamenitem restavratorskem posegu na cerkvi sv. Sofije v Ohridu. V Sloveniji je vodil nekaj zelo odmevnih projektov. Omenimo stenske slike v cerkvi sv. Trojice v Hrastovljah in restavriranje monumentalne poslikave Viteške dvorane v brežiškem gradu. Za slednjo je s sodelavci prejel Trdinovo priznanje. Opravil je obilo dela na slikah na platnu in pripravil odmevne razstave restavriranih del. Izjemno bogat je tudi njegov umetniški opus na področju slikarstva, grafike in ilustracije. 
Za svoje delo je prejel republiški nagradi za leto 1947 in 1949. Istega leta je bil odlikovan z redom dela 2. stopnje, leta 1963 z redom zaslug za narod s srebrno zvezdo, leta 1966 je bil odlikovan za zasluge med NOB, leta 1971 pa je prejel častno priznanje ob 25-letnici OF. 1976. leta je prejel red dela z rdečo zastavo. Umrl je 14. oktobra 1976 v Ljubljani. Pokopan je v družinski grobnici v Škofji Loki. 
Slovensko restavratorsko društvo je po Mirku Šubicu imenovalo nagrade in priznanja, ki jih podeljujejo zaslužnim restavratorjem-konservatorjem.